# Attijariwafa Bank
Attijariwafa Bank (ATW) (arabo:التجاري وفا بنك) è una banca marocchina, tra le più grandi del Marocco e dell'Africa Filiale di Al Mada Holding, opera nei settori del retail banking, dell'investment banking, della gestione patrimoniale, delle assicurazioni e di altri servizi finanziari. Il gruppo ha un'ampia presenza regionale, con filiali in diversi paesi africani, in Europa e Medio Oriente.
Prima banca in Marocco, Nord Africa e quarta banca in Africa, ha 20.583 dipendenti in 26 paesi e una rete di 957 filiali (ne chiuderà ventidue nel 2022). Possiede uffici in diversi paesi europei (Francia, Spagna, Regno Unito, Italia, Belgio e Paesi Bassi) e africani (Tunisia, Egitto, Senegal, Ghana, Mauritania, Mali, Gabon, Costa d'Avorio, Repubblica del Congo, Camerun, Togo e Ruanda).
La banca Attijariwafa è nata nel 2003. È il risultato della fusione di due banche marocchine, la Wafabank della famiglia Kettani e la Banque Commerciale du Maroc (BCM).
La  banca è quotata presso la Borsa di Casablanca. Nel 2024 gestiva un patrimonio di 67 miliardi di dollari.
Il suo principale azionista è il gruppo Al Mada, il cui principale azionista è, con il (47,05%), Siger, la holding della famiglia reale marocchina.

## Storia

### BCM
La Banque Commerciale du Maroc o BCM è stata fondata nel 1911 in seguito alla creazione di una filiale della Banque Transatlantique a Tangeri.
Il BCM è stato guidato per diversi decenni da Abdelaziz Bennani. Tanto che il suo nome è stato associato al BCM.

### Wafabank
La storia di Wafabank inizia a Tangeri dove, nel 1904, la Compagnie française de crédit et de banque (CACB) crea, attraverso la sua filiale algerina, la Compagnie algérienne de crédit et de banque o CACB.
Nel 1964, la CACB diventa marocchina: Società di Credito e Banca Marocchina (CMCB). Nel 1968, quattro anni dopo, la famiglia Kettani diventa l'azionista di maggioranza. Il CMCB è guidato da Moulay Ali Kettani. Al tempo del Protettorato, Moulay Ali Kettani era un grande mercante di stoffe Fassi (da qui il suo nome).
Inizia ad interessarsi all'attività industriale nei primi anni dell'indipendenza, quando nel 1957 acquisisce quote del capitale della Manatex (Manufacture Marocaine de Textiles) che apparteneva agli italiani.
Ha poi unito le forze con lo Stato, la National Investment Company (SNI) e altri industriali per creare COFITEX a Fès. Apre Manatex con la partecipazione della famiglia Lazrak, che operava nella commercializzazione di oli vegetali.
L'alleanza con le altre famiglie Fassi, in particolare quelle di Bel Abbès Bennani e dei fratelli Sebti, permette alla famiglia Kettani di posizionarsi nel settore strategico della banca, con una partecipazione del 35% nel capitale della CMCB. Nel 1968, la famiglia Kettani controllava il 51% delle azioni della banca. Nel 1980, la banca ha introdotto la prima carta di credito in Marocco e gli sportelli bancomat.
Nel 1985 è diventata Wafabank. Nel 1993 è stata quotata alla Borsa di Casablanca.

### Fusione di BCM e Wafabank
Nel 2003, sotto la tutela di Mounir Majidi, la Banca Commerciale del Marocco (BCM) e Wafabank si fondono.
La BCM, guidata da Khalid Oudghiri, ha preso il controllo di Wafabank trasformando la holding Omnium de gestion marocain (OGM), che possiede il 70,4% di Wafa Assurance, proprietaria del 19,71% del capitale di Wafabank.
Allo stesso tempo, la OGM Holding possiede anche il 15,54% di Wafabank. L'operazione rappresenta quindi un'acquisizione di capitale del 35,25% per BCM e il doppio dei diritti di voto.

### Banca Attijariwafa

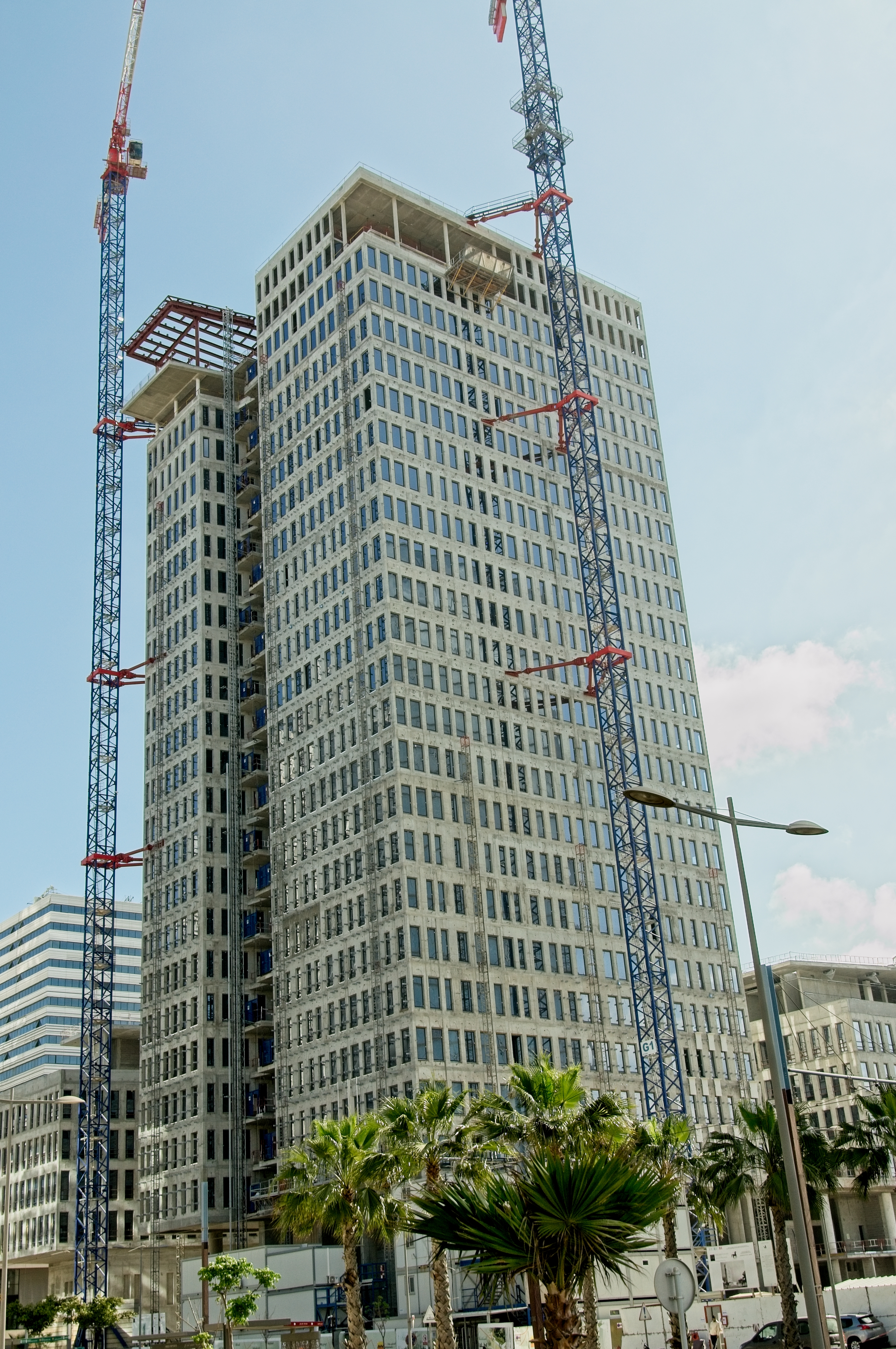
Belvedere sul cantiere della torre Borj Attijari della futura sede della Banca Attijariwafa a Casablanca il 2 aprile 2023.

Nel 2004, in seguito alla fusione tra BCM e Wafabank, il gruppo ha adottato una nuova identità e un nuovo nome: "Attijariwafa bank".
Nel 2010, il gruppo bancario ha creato Dar Assafaa, una filiale marocchina e la principale banca finanziaria islamica del Marocco.
Nel 2015, la banca Attijariwafa ha generato 19 miliardi di dirham di reddito netto, nel 2016 ha acquisito la Barclays Egypt, e ha ricevuto il trofeo per la migliore banca marocchina dalla rivista Global Finance.
Nel novembre 2016, la banca ha stabilito un accordo di cooperazione con la Banca Commerciale dell'Etiopia per confermare la sua presenza nel settore economico e finanziario africano e creare una "piattaforma di facilitazione delle imprese per le imprese etiopi, marocchine e africane". Un accordo simile è stato firmato poco dopo con la BNO del Madagascar.
Nel dicembre 2016, il re Mohammed VI e il presidente Muhammadu Buhari hanno firmato un memorandum d'intesa tra la banca Attijariwafa e il gruppo di servizi bancari nigeriano United Bank for Africa (UBA). Questo accordo mira a promuovere investimenti e finanziamenti congiunti tra i due Paesi nel continente africano.
Sempre alla fine del 2016, la banca Attijariwafa ha lanciato la sua banca online, "L'bankalik". Le proposte si rivolgono a un pubblico giovane (dai 18 ai 34 anni) e marocchino. L'8 dicembre 2016, il gruppo bancario ha emesso un'obbligazione per 1,5 miliardi di dirham, con scadenza da 7 a 10 anni. Suddiviso in 15.000 obbligazioni del valore nominale di 100.000 DH, divise in otto tranche. L'obiettivo di questo piano è quello di rafforzare il capitale disponibile a supporto della propria strategia di sviluppo nel mercato interno.
Il 17 marzo 2017, la direzione di Attijari Bank ha annunciato di aver ottenuto un visto dal Financial Market Council (CMF) per emettere un'obbligazione subordinata. Questo prestito, chiamato "Attijari Bank Subordinated 2017", ha un valore di 60 milioni di dirham. Sarà suddiviso in 600.000 obbligazioni subordinate con un valore nominale di 100 dinari.
Nel maggio 2017, il management del gruppo ha annunciato di aver finalizzato l'acquisizione del 100% del capitale della banca egiziana Barclays Bank Egypt.
Nel novembre 2019, Mohamed El Kettani, CEO della banca, ha firmato un memorandum d'intesa con il Fondo africano di garanzia. L'obiettivo di questo partenariato è "incoraggiare il finanziamento delle PMI".
Nel 2022, la banca Attijariwafa ha aperto una filiale nel Ciad: Attijari Bank Chad.